# 曼蒂·迪伊
曼蒂·迪伊（英語：Mandy Dee，1988年1月23日—），是一名前俄羅斯色情女演員和成人模特兒。

## 早年生活
曼蒂·迪伊於1988年1月23日出生在蘇聯列寧格勒（今聖彼得堡）。他的父母擁有一家美髮沙龍。

## 演藝生涯
2008，曼蒂在找工作的時候，看到雜誌廣告上在徵成人模特兒，於是她就開始拍成人照，一開始是是在俄羅斯工作，後來則是到了國外發展。同年，她也開始拍攝了露骨的硬調色情電影，還參與了許多公司的X級寫真拍攝，像是《私密》、《Brazzers》、《數碼罪惡》、《惡魔天使》和《新感覺》。此外，曼蒂不僅完成了從藝術個人項目到圖像男-女照片和影片的所有工作，她也以大量化名出現在許多成人網站上，並出現在包括《JTC》和《閣樓》在內的男性雜誌上。而她進入色情產業的時候仍然是學生，攻讀臨床心理學學位。
2011年，她獲得《AVN獎》年度「最佳外國女演員獎」提名，以及兩項「最佳外國製作性愛場景」的提名。
2012年，再度獲AVN獎的「最佳女同性戀群交場景」提名。截至2014年退休之前，她已經拍攝了超過173個場景。

## 私人生活
她認為所有演員都需要運動、健康的食物跟睡眠來保持身材。她也透漏自己第一次看色情片大概是14、15歲的時候，她也說以前不是很愛看，現在則完全不看，包括自己的作品在內。她提到自己很享受拍攝的過程，喜歡被插入的感覺，也喜歡照相跟鏡頭，但如果說到性高潮倒是沒有，拍片與其說是做愛不如更像一場秀。自己也喜歡男人親吻她的性感帶。

## 獎項和提名
| 年分 | 獎項  | 項目                 | 作品                        | 結果 |
| ---- | ----- | -------------------- | --------------------------- | ---- |
| 2011 | AVN獎 | 最佳外國女演員       | 不適用                      | 提名 |
| 2011 | AVN獎 | 最佳外國製作性愛場景 | Buttman's Bend Over Babes 7 | 提名 |
| 2011 | AVN獎 | 最佳外國製作性愛場景 | Rocco: Puppet Master 8      | 提名 |
| 2012 | AVN獎 | 最佳女同性戀群交場景 | Lil 'Gaping Lesbians 4      | 提名 |

## 外部連結
- 曼蒂·迪伊在互联网电影资料库（IMDb）上的資料（英文）
- 曼蒂·迪伊在網際網路成人電影資料庫